# Dumb Ways to Die
Dumb Ways to Die ("Modi Stupidi per Morire") è una campagna di pubblicità sociale australiana e un media franchise ideato da Metro Trains, operatore e marchio di servizi ferroviari a Melbourne.

Lo scopo della campagna è promuovere la sicurezza ferroviaria. Il video animato della campagna è diventato virale sui social media con la diffusione nel novembre 2012. Dal video è stata tratta un'app disponibile per dispositivi iOS e Android.

Logo del franchise.

Il 1 ottobre 2021 lo sviluppatore australiano PlaySide Studios ha acquisito il franchise da Metro Trains per 2,25 milioni di dollari australiani. Il 3 febbraio 2022 PlaySide Studios ha inoltre pubblicato un NFT basato sulla serie, intitolato BEANS.

## Campagna
La campagna è stata progettata dall'agenzia pubblicitaria McCann, nella sede di Melbourne. È stata diffusa sui giornali, nelle radio locali, nel outdoor advertising di tutta la rete Metro Trains, e su Tumblr. John Mescall, direttore creativo esecutivo di McCann, ha affermato: "L'obiettivo di questa campagna è coinvolgere un pubblico che davvero non vuole sentire alcun tipo di messaggio sulla sicurezza, e pensiamo che i modi stupidi di morire lo faranno [sic]". McCann ha stimato che in due settimane aveva generato almeno 50 milioni di dollari australiani di valore mediatico globale oltre a più di 700 storie sui media, per "una frazione del costo di uno spot televisivo". Secondo Metro Trains, la campagna ha contribuito a una riduzione del 20% dei quasi incidenti (near-miss accident) rispetto alla media annuale, e del 30% rispetto allo stesso periodo dell’anno precedente, da 13,29 quasi incidenti per milione di chilometri nel periodo novembre 2011-gennaio 2012 a 9,17 quasi incidenti per milione di chilometri nel periodo novembre 2012-gennaio 2013.

### Video animato
Il video animato della campagna è stato diretto da Patrick Baron, animato da Julian Frost e prodotto da Cinnamon Darvall. È stato caricato su YouTube il 14 novembre 2012 e pubblicato il 16 novembre 2012. Il video presenta personaggi chiamati "Beans", cioè fagioli, come "Numpty", "Hapless", "Pillock" e "Dippy" (i primi quattro Beans nel video, elencati in ordine di apparizione) che muoiono a causa della loro stupidità (facendo cose imprudenti come darsi fuoco ai capelli o provocare un orso grizzly); gli ultimi tre Bean mostrati nel video, chiamati "Stumble", "Bonehead" e "Putz", muoiono tutti a causa di comportamenti non sicuri nelle stazioni ferroviarie e/o sulle ferrovie, ritenuti "i modi più stupidi di morire".
Il video animato è disponibile ufficialmente in due versioni, l'originale in lingua inglese e una versione in spagnolo, intitolata "Formas Tontas de Morir".

### Canzone
La canzone "Dumb Ways to Die" dal video è stata scritta da John Mescall e co-creata con Patrick Baron, musica di Ollie McGill dei Cat Empire, che l'ha anche prodotta. È stata eseguita da Emily Lubitz, cantante principale dei Tinpan Orange, con McGill che ha fornito i cori. La band presente nella registrazione è composta da Gavin Pearce al basso, Danny Farrugia alla batteria e Brett Wood alla chitarra. È stata pubblicata su iTunes, attribuita all'artista "Tangerine Kitty" (un riferimento ai gruppi musicali Tinpan Orange e The Cat Empire). Rientrava nelle classifiche musicali di Belgio, Regno Unito e Paesi Bassi nel periodo 2012-2013. Il brano, con un tempo di 128 battiti al minuto, è scritto in Do maggiore e un tempo di 4/4.

### Videogiochi
Il 6 maggio 2013 Metro ha lanciato l'app Dumb Ways to Die per dispositivi iOS. Una versione Android è stata distribuita nel settembre 2014.
Il videogioco, sviluppato da Julian Frost, Patrick Baron e Samuel Baird, invita i giocatori ad evitare le attività pericolose intraprese dai vari personaggi presenti nella campagna. All'interno dell'app, i giocatori possono anche impegnarsi a "non fare cose stupide vicino ai treni". Le attività includono tirare fuori il pane tostato con una forchetta e colpire un orso grizzly con un bastone.
Il punteggio più alto attuale del gioco è attualmente detenuto dallo streamer live di TikTok King "imkingb" Boss a 76.750 punti.
Il gioco è simile alla serie WarioWare, contenendo una serie di minigiochi, qui basati sul video musicale animato, in rapida successione che diventano più veloci e difficili man mano che si avanza.
Dopo il successo del primo videogioco sono stati prodotti numerosi sequel e spin-off.
il 18 novembre 2014 è stato pubblicato Dumb Ways to Die 2: The Games. Il gioco contiene molta più varietà di sfide, presentate in edifici specifici, ognuno con un tema particolare. Prima che il treno arrivi a un edificio, il giocatore deve affrontare una sfida legata a un problema ai treni; in caso di riuscita alla fine del gioco si guadagneranno punti bonus. In ogni edificio ci sono 8 sfide. Come nel primo capitolo, i personaggi del gioco svolgono numerose attività pericolose e non sicure. Si possono perdere delle vite "morendo" durante una di queste attività. Il giocatore ha tre possibilità per impedire che i personaggi muoiano. Il gioco è recentemente stato reso disponibile anche in versione web e mobile-web grazie a MarketJS, detentore della licenza IP web HTML5.
Il 21 dicembre 2017 è stato pubblicato Dumb Ways to Die 3: World Tour. A differenza dei giochi precedenti, in cui il giocatore doveva cimentarsi in minigiochi e cercare di impedire la morte dei personaggi, qui il giocatore deve raccogliere monete dalle case dapprima rotte che sono state riparate. Le case vengono riparate attraverso dei minigiochi per ogni area.
il 2 maggio 2023 è stato pubblicato Dumb Ways to Die 4 su Android e iOS.
Il 5 maggio 2019 è stato pubblicato uno spin-off intitolato Dumb Ways to Draw. Qui il giocatore deve tracciare delle linee con le penne presenti all'interno del gioco per guidare i personaggi verso i loro obiettivi, impedendo che i personaggi muoiano per i pericoli. C'è anche una sezione per colorare e condividere disegni, oltre a una sezione "traccia l'immagine", in cui il giocatore deve tenere premuto lo schermo finché non disegna una linea di lunghezza sufficiente a tracciare il diagramma dato. Il sequel Dumb Ways to Draw 2 è uscito nel 2023.
Un altro spin-off, Dumb Ways to Dash, è uscito il 13 dicembre 2019. Il giocatore deve guidare il proprio personaggio in una gara 3D contro altri personaggi fino al traguardo mentre evita gli ostacoli.
Lo spinoff Dumb Ways to Die: Superheroes è uscito il 25 giugno 2020.

### Canale YouTube
Metro Trains ha inoltre pubblicato una serie di altri video sul suo canale YouTube "Dumb Ways to Die", tra cui trailer dei giochi, un video incentrato sul MIFF, una serie di brevi video a tema natalizio, video a tema Halloween e altri video incentrati sulla sicurezza dei treni.

## Accoglienza
Susie O'Brien del Herald Sun di Melbourne ha criticato la pubblicità, ritenendo che banalizzasse lesioni gravi e si basasse sull'ego degli inserzionisti piuttosto che su messaggi di sicurezza efficaci.
Simon Crerar dell'Herald Sun ha scritto che il "ritornello orecchiabile della canzone è stato il ritornello più accattivante dai tempi di Gangnam Style di PSY". Alice Clarke, scrivendo sull'Herald Sun, ha descritto il video come "adorabilmente macabro" affermando che con esso il trasporto pubblico di Victoria "ha interrotto la sua lunga serie di pubblicità terribili".
Daisy Dumas del Sydney Morning Herald lo ha descritto come "cupamente carino e fastidiosamente orecchiabile" e il ritornello come "da tormentone instantaneo".
Michelle Starr di CNET ha descritto la campagna come un incontro tra i Darwin Awards e The Gashlycrumb Tinies, e la canzone come "un successo indie-pop carino nello stile di Feist".
Logan Booker di Gizmodo lo ha descritto come "prendere spunto da Happy Tree Friends e mescolare il carino con l'orribile".
Karen Stocks di YouTube Australia ha affermato che il video era insolito a causa dell'elevato numero di visualizzazioni da dispositivi mobili. Stocks attribuì il successo a "Un titolo accattivante. Una melodia orecchiabile che ti rimane in testa. E un messaggio facile da capire e perfettamente mirato".
Il Sunshine Coast Daily lo ha descritto come "il Gangnam Style delle campagne sulla sicurezza dei treni".
Arlene Paredes dell'International Business Times ha affermato che il video è stato "brillante nell'attirare l'attenzione degli spettatori" e "probabilmente uno degli annunci di pubblica utilità più carini mai realizzati".

### Efficacia e ripercussioni indesiderate
La campagna ha ricevuto alcune critiche in quanto il suicidio è una delle cause più influenti di traumi ferroviari, e la pubblicità rinforza i treni mortali come possibile metodo di suicidio. In un articolo pubblicato su Mumbrella nel febbraio 2013, un ex dipendente del Dipartimento delle infrastrutture del Victoria ha consigliato di adottare un approccio critico quando si valutano le affermazioni riguardanti i miglioramenti alla sicurezza. È stato fatto riferimento in modo specifico alla presunta riduzione del 20% dei comportamenti rischiosi come "stronzate dei social media".

### Censura in Russia
Nel febbraio 2013 il blog di Artemy Lebedev è stato censurato dal Roskomnadzor, l'agenzia governativa russa responsabile della censura di Internet, per aver incluso il video. Più tardi quello stesso giorno anche il video di YouTube è stato censurato, con il messaggio "Questo contenuto non è disponibile nel tuo Paese a causa di un reclamo legale da parte del governo". La notifica ufficiale di rimozione inviata a Livejournal.com è stata citata, in parte, da Lebedev nel suo blog.
Il testo della canzone contiene la descrizione di diversi modi di suicidarsi, come: assumere farmaci oltre la data di scadenza, stare sul bordo di una piattaforma, correre sui binari, mangiare supercolla e altro ancora. I personaggi animati mostrano pericolosi metodi di suicidio in un formato comico accattivante per bambini e adolescenti. Frasi come "Usa un'asciugatrice come nascondiglio" e "Mi chiedo a cosa serva questo pulsante rosso?" contengono un incitamento a commettere tali atti.
Nonostante ciò il video è stato inserito nel programma ABC ed è stato trasmesso in più di 50 città in tutta la Russia.

### Premi
La campagna ha vinto sette Webby Awards nel 2013, tra cui il premio per il miglior film e video di animazione e il premio per il miglior servizio pubblico e attivismo (Social Content & Marketing).
Ha vinto tre Siren Awards, organizzati dalla Commercial Radio Australia, tra cui il Gold Siren per la migliore pubblicità dell'anno e il Silver Sirens per la migliore canzone e la migliore campagna.
L'annuncio di servizio pubblico è stato premiato con il Grand Trophy nel 2013 New York Festivals International Advertising Awards.
Nel giugno 2013 la campagna ha vinto l'Integrated Grand Prix al Cannes Lions International Festival of Creativity, e, in totale, ha vinto cinque Grand Prix, 18 Gold Lions, tre Silver Lions e due Bronze Lions, il numero più alto per una campagna nella storia del festival.

## Altro

### Parodie
Nel giro di due settimane, il video ha ispirato oltre 85 parodie. Alcune interpretazioni e parodie sono state pubblicate su media nazionali e internazionali:
- "Cool Things to Find" - con il rover Curiosity su Marte. Cinesaurus ha evidenziato che ci sono voluti sei giorni e 250 ore lavorative per la creazione.[49][50]
- "Dumb Ways to Die (In Video Games) Parody"[51][52] del canale YouTube MegaSteakMan.
- "Dumb Ways to Die (Minecraft Edition)".[51]
- "Grand Theft Auto V: Dumb Ways to Die".[53][54]
- "Dumb Ways to Die – Game of Thrones Edition" (Edizione Il Trono di Spade).[55]
- "Annoying Ways to Die" da Annoying Orange, come notato da Socialtimes.[52]
- "The Walking Dead + Dumb Ways to Die Parody", parodia live-action dei personaggi di The Walking Dead.[52]
- "Smart Ways to Live" dei The Maccabeats – versione a cappella come notato da Arutz Sheva.[56]
- "Queremos Vivir en Caracas" (Vogliamo vivere a Caracas) di Jointool Studios – Una parodia venezuelana di Dumb Ways to Die.
- "Squid Game – A Dumb Ways to Die Parody" – di Ploy Boal. Ha vinto il premio Video of the Day Award il 19 aprile 2022 ai Motion Design Awards.[57]
- "Dumb Ways To Die in Horrible Histories", una versione sulle morti stupide realizzata per Horrible Histories.
- "Dumber Ways To Die" (Modi Più Stupidi per Morire) – del canale Youtube bowlingballout. L'audio di Stephen Paul Taylor, a causa un falso reclamo per copyright, è stato a lungo sostituito da un audio scadente ironico. La versione originale, già su Dailymotion, è stata poi ricaricata su Youtube.[58]
- "Cargarse el mundo" (Distruggi il mondo) – una canzone di Ecovidrio, un'organizzazione non-profit spagnola focalizzata sulla promozione di soluzioni ecologiche, in particolare il riciclaggio del vetro.[59]
- "Dumb Movie Ways to Die" – una canzone dei Movie Maniacs che parodia i film Lo squalo, I predatori dell'arca perduta, Kill Bill, Il dottor Stranamore, Prometheus, Layer Cake, Hellraiser, Vi presento Joe Black, 300, The Ring, Jurassic Park, Iron Man, Volcano, Final Destination 2, The Mist, Starship Troopers, Il Signore degli Anelli, La vendetta dei Sith, Watchmen, Il mago di Oz e Drive.[60]

### Partnership
Grazie al loro successo, i personaggi di Dumb Ways to Die sono stati protagonisti di una campagna promozionale per l'azienda canadese Empire Life Insurance, con il messaggio chiave "il modo più stupido di morire è senza un'assicurazione sulla vita". Tuttavia, la campagna ha ricevuto recensioni contrastanti, con alcuni critici pubblicitari che hanno accusato Metro di aver "svenduto" una campagna di successo.